# Exzentrizität (Mathematik)

Ellipse mit Bezeichnungen

Hyperbel mit Bezeichnungen

Der Ausdruck Exzentrizität hat in der Mathematik zwei verwandte Bedeutungen im Zusammenhang mit nicht ausgearteten Kegelschnitten (Ellipsen, Hyperbeln, Parabeln):

Kreis, Ellipse, Parabel und Hyperbel mit numerischer Exzentrizität und gleichem Halbparameter (= Radius des Kreises)

- Die lineare Exzentrizität ist bei einer Ellipse bzw. Hyperbel der Abstand eines Brennpunkts zum Mittelpunkt und wird mit {\displaystyle e} bezeichnet (s. Bild). Sie hat die Dimension einer Länge. Da ein Kreis eine Ellipse mit zusammenfallenden Brennpunkten ist {\displaystyle (F_{1}=F_{2}=M)}, gilt für den Kreis {\displaystyle e=0}.
- Die numerische Exzentrizität {\displaystyle \varepsilon } ist für Ellipsen und Hyperbeln das Verhältnis {\displaystyle e/a} der linearen Exzentrizität zur großen Halbachse und damit eine dimensionslose Zahl.

Für eine Ellipse gilt {\displaystyle 0\leq \varepsilon <1}. Im Fall {\displaystyle \varepsilon =0} ist die Ellipse ein Kreis.
Die numerische Exzentrizität beschreibt hier die mit wachsendem {\displaystyle \varepsilon } zunehmende Abweichung einer Ellipse von der Kreisform.
Für eine Hyperbel gilt {\displaystyle 1<\varepsilon }. Mit wachsendem {\displaystyle \varepsilon } wird die Hyperbel immer offener, d. h., der Winkel zwischen den Asymptoten wächst. Gleichseitige Hyperbeln, also solche mit rechtwinkligen Asymptoten, ergeben sich für {\displaystyle \varepsilon ={\sqrt {2}}}.
Für eine Parabel definiert man {\displaystyle \varepsilon =1} (zur Motivation s. unten).
Die Bedeutung der numerischen Exzentrizität ergibt sich aus dem Umstand, dass Ellipsen bzw. Hyperbeln genau dann ähnlich sind, wenn sie dieselbe numerische Exzentrizität aufweisen. Parabeln ({\displaystyle \varepsilon \equiv 1}) sind immer ähnlich.
Bei Ellipsen und Hyperbeln wird der Abstand {\displaystyle e} der Brennpunkte vom Mittelpunkt auch Brennweite genannt. Bei einer Parabel hingegen wird der Abstand des Brennpunkts vom Scheitel als Brennweite bezeichnet.
In der Astronomie wird meist nur die numerische Exzentrizität verwendet und einfach Exzentrizität genannt, dabei aber die Notation mit  {\displaystyle e} = numerische (und allenfalls  {\displaystyle \varepsilon } = lineare) Exzentrizität umgekehrt zu der in der Mathematik üblichen gebraucht.

## Mathematische Behandlung

Ellipse mit Leitlinien

Zur Definition der numerischen Exzentrizität am Kegel

Mit Exzentrizität beschrieb man zunächst die Abweichung einer Ellipse von der Kreisform. Als Maß für diese Abweichung verwendete man den Abstand {\displaystyle e} eines Brennpunkts zum Mittelpunkt (siehe 1. Bild). Für {\displaystyle e=0} erhält man einen Kreis. Da eine Hyperbel auch einen Mittelpunkt und Brennpunkte besitzt, wurde die Bezeichnung auf den Hyperbelfall ausgedehnt, obwohl man hier nicht von der Nähe einer Hyperbel zu einem Kreis sprechen kann. Eine Parabel besitzt keinen Mittelpunkt und damit zunächst auch keine Exzentrizität.
Eine weitere Möglichkeit, die Abweichung einer Ellipse von der Kreisform zu beschreiben, ist das Verhältnis {\displaystyle \varepsilon =e/a}. Es ist {\displaystyle 0\leq \varepsilon <1}. Auch hier erhält man für {\displaystyle \varepsilon =0} einen Kreis. Im Fall {\displaystyle \varepsilon >0} ist der Parameter {\displaystyle \varepsilon } auch das zur Leitliniendefinition einer Ellipse verwandte Verhältnis zwischen dem Abstand eines Ellipsenpunkts zum Brennpunkt und dem Abstand zu einer Leitlinie (siehe 4. Bild). (Ein Kreis lässt sich nicht mithilfe einer Leitlinie definieren.) Lässt man bei der Leitliniendefinition für {\displaystyle \varepsilon } auch Werte gleich oder größer 1 zu, erhält man als Kurve eine Parabel, falls das Verhältnis {\displaystyle \varepsilon =1} ist, und Hyperbeln im Fall {\displaystyle \varepsilon >1}. Der Parameter {\displaystyle \varepsilon } erlaubt es also, Ellipsen, Parabeln und Hyperbeln mit einem gemeinsamen Scharparameter zu beschreiben. Zum Beispiel beschreibt die Gleichung
{\displaystyle x^{2}(\varepsilon ^{2}-1)+2px-y^{2}=0,\quad \varepsilon \geq 0,\ p>0}   (s. 3. Bild)
alle Ellipsen (incl. Kreis), die Parabel und alle Hyperbeln, die den Nullpunkt als gemeinsamen Scheitel, die x-Achse als gemeinsame Achse und denselben Halbparameter {\displaystyle p} (siehe 1. und 2. Bild) haben. ({\displaystyle p} ist auch der gemeinsame Krümmungskreisradius im gemeinsamen Scheitel, s. Ellipse, Parabel, Hyperbel).
- Der Parameter {\displaystyle e} existiert nur im Falle von Ellipsen und Hyperbeln und heißt lineare Exzentrizität. {\displaystyle e} ist eine Länge.

Für die Ellipse {\displaystyle {\tfrac {x^{2}}{a^{2}}}+{\tfrac {y^{2}}{b^{2}}}=1} ist {\displaystyle e={\sqrt {a^{2}-b^{2}}}<a}.
Für {\displaystyle a=b} ist {\displaystyle e=0} und die Ellipse ein Kreis. Ist {\displaystyle e} nur wenig kleiner als {\displaystyle a}, d. h. {\displaystyle b} ist klein, dann ist die Ellipse sehr flach.
Für die Hyperbel {\displaystyle {\tfrac {x^{2}}{a^{2}}}-{\tfrac {y^{2}}{b^{2}}}=1} ist {\displaystyle e={\sqrt {a^{2}+b^{2}}}} und damit für jede Hyperbel {\displaystyle e>a}.
- Der Parameter {\displaystyle \varepsilon } existiert für Ellipsen, Hyperbeln und Parabeln und heißt numerische Exzentrizität. {\displaystyle \varepsilon } ist das Verhältnis zweier Längen, ist also dimensionslos.

Für Ellipsen und Hyperbeln gilt {\displaystyle \varepsilon =e/a={\sqrt {1\mp {\frac {b^{2}}{a^{2}}}}}\neq 1}, für Parabeln {\displaystyle \varepsilon =1}.
Fasst man eine Ellipse/Parabel/Hyperbel als ebenen Schnitt eines senkrechten Kreiskegels auf, lässt sich die numerische Exzentrizität durch
- {\displaystyle \varepsilon ={\frac {\sin \beta }{\sin \alpha }},\ \ 0<\alpha <90^{\circ },\ 0\leq \beta \leq 90^{\circ }}

ausdrücken. Dabei ist {\displaystyle \alpha } der Neigungswinkel einer Kegelerzeugenden und {\displaystyle \beta } der Neigungswinkel der schneidenden Ebene (s. Bild). Für {\displaystyle \beta =0} ergeben sich Kreise und für {\displaystyle \beta =\alpha } Parabeln. (Die Ebene darf die Kegelspitze nicht enthalten.)